# Ukonvasara
Ukonvasara ou Ukonkirves est le marteau porté par le dieu Ukko dans la mythologie païenne finnoise. Ukonvasara signifie "marteau de Ukko", il est similaire au marteau du dieu scandinave Thor appelé Mjöllnir. De nos jours, les partisans du néo-paganisme finlandais portent ce marteau en pendentif en espérant la protection d'Ukko.

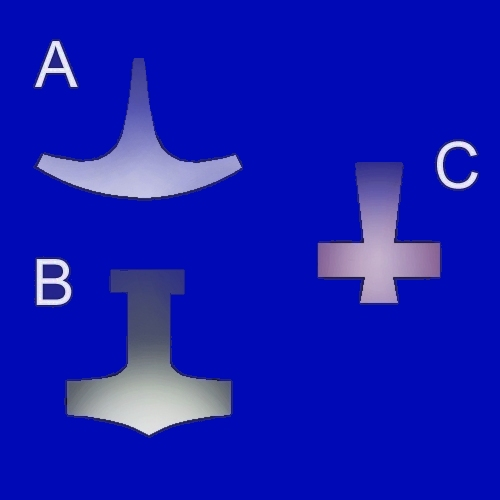
pendentifs
A=Ukonvasara
B=Mjöllnir (marteau de Thor)
C=marteau de Thor pour les Islandais